# Smilasterias scalprifera
Smilasterias scalprifera är en sjöstjärneart som först beskrevs av Percy Sladen 1889.  Smilasterias scalprifera ingår i släktet Smilasterias och familjen trollsjöstjärnor. Inga underarter finns listade i Catalogue of Life.